# Новозерская волость
Новозерская волость — административно-территориальная единица в составе Мурманской губернии РСФСР с центром в колонии Озерко, существовавшая в 1921—1927 годах.
Новозерская волость в составе Мурманского уезда была образована 7 апреля 1921 года из оставшейся в составе РСФСР части Печенгской волости, отошедшей по мирному договору Финляндии.
В состав волости вошли следующие сельсоветы: Вайда-Губский, Западно-Лицкий, Озерковский, Титовский, Цып-Наволокский. 9 апреля 1921 года Озерковский с/с был упразднён (восстановлен в 1925 году). Чуть позже был упразднён и Вайда-Губский с/с.
13 июня 1921 года Новозерская волость вошла в новую Мурманскую губернию.
1 августа 1927 года Новозерская волость была упразднена. При этом её территория в полном составе вошла в Александровский район.